# 驚天大賊王
《驚天大賊王》（英語：Operation Billionaire）是香港一部奇案電影，故事改編自「世紀悍匪」張子強在械劫解款車案件後的的犯罪事跡，由另一張子強奇案電影《賊王》的執行導演吳耀權擔任導演，並由任達華再次飾演影射張子強的角色，在1998年上映。

## 劇情
電影主要講述張子強綁架首富李嘉誠之子的事件和如何被捕的故事。

## 主要角色
| 演員   | 角色     | 粵語配音 | 暱稱/關係 | 原型     |
| 任達華 | 張子豪   | 任達華   | 香港三大賊王之一 因為多番綁架香港的大富翁而獲得大量財富，人稱「大富豪」 雞雄的老大 葉世官的兄弟 最終在深圳被捕                 | 張子強   |
| 姚樂怡 | 張太     | 姚樂怡   | 張子豪的妻子 | 羅艷芳   |
| 譚耀文 | 雞雄     | 譚耀文   | 悍匪 張子豪、葉世官的手下，並遭葉世官針對 阿強、阿忠的同黨 因向葉世官報復前往報警而遭其槍殺身亡                                |          |
| 曹永廉 | 黃警官   | 羅偉傑   | 重案組高級督察 張子豪、葉世官的天敵 南叔的上司 李警司的下屬                                                                    |          |
| 吳廷燁 | 葉世官   | 黃志明   | 香港三大賊王之一 張子豪的同黨 雞雄、阿強、阿忠的老大，並針對雞雄 因遭雞雄報復前往報警而槍殺其 後在逃亡時遭警員開槍打至全身癱瘓 | 葉繼歡   |
| 黃柏文 | 南叔     | 張炳強   | 重案組警長 張子豪、葉世官的天敵 李警司、黃警官的下屬                                                                           |          |
| 李兆基 | 李警司   | 周志輝   | 重案組總警司 張子豪、葉世官的天敵 黃警官、南叔的上司 孔其安的下屬                                                              |          |
| 羅冠蘭 | 鍾方安心 | 羅冠蘭   | 政府官員 張子豪、葉世官的天敵 和警方合作抓拿張子豪及葉世官 後期遭張子豪恐嚇                                                    | 陳方安生 |
| 周志輝 | 李仁     | 周志輝   | 香港大富翁 張子豪的天敵 李巨的父親 遭張子豪勒索一億港幣來贖回兒子李巨                                                          | 李嘉誠   |
| 林偉健 | 阿強     | 羅偉傑   | 悍匪 張子豪、葉世官的手下 雞雄、阿忠的同黨                                                                                     |          |
| 李銓勝 | 孔其安   | 黃志明   | 重案組組長 張子豪、葉世官的天敵 李警司、黃警官、南叔的上司                                                                     |          |
| 徐寶麟 | 阿忠     | 羅偉傑   | 悍匪 張子豪、葉世官的手下 雞雄、阿強的同黨                                                                                     |          |

## 分級制度
| 國家／地區 | 級別 |
| 香港       | ⅡB   |